# Museu Histórico e Pedagógico Municipal Doutor João da Silva Carrão
O Museu Histórico Pedagógico Municipal Doutor João da Silva Carrão (mais conhecido como casarão) é um equipamento cultural brasileiro, subordinado à Secretaria de Cultura e Turismo da cidade de Americana, interior do estado de São Paulo. O museu encontra-se instalado na sede da antiga Fazenda Salto Grande, com cujo nome é mais comumente identificado, próxima à confluência dos rios Atibaia e Jaguari, na cabeceira do rio Piracicaba.
É um dos raros remanescentes da arquitetura colonial em taipa de pilão na região de Campinas, erguido entre o fim do século XVIII e o início do século XIX, e tombado como patrimônio estadual desde 1982. Conserva um acervo de aproximadamente cinco mil peças relacionadas à história do desenvolvimento sócio-econômico da região, do século XVIII aos dias de hoje.

## Histórico da fazenda
A área em que se localiza a fazenda Salto Grande começou a ser ocupada em meados do século XVIII, quando ainda era uma sesmaria, talvez em posse de Domingos da Costa Machado, pioneiro da ocupação do território hoje compreendido entre Campinas e Piracicaba, sendo efetivamente o sítio de origem da futura cidade de Americana.
Em 1771, inicia-se o cultivo da cana para produção de açúcar e aguardente ao longo das margens dos rios Atibaia e Jaguari, afluentes do rio Piracicaba. Até o fim desse século, as terras passariam por diversos proprietários, como Antonio Machado de Campos, Antônio de Sampaio Ferraz, Francisco de Sampaio e André dos Santos Furquim. Em 1799, as terras são adquiridas por Manoel Teixeira Vilela, que inicia a construção do solar, concluído por volta de 1810, e intensifica a produção, tornando a fazenda uma das principais produtoras de cana-de-açúcar da região.
Em 1870, parte da fazenda Salto Grande é adquirida por Francisco de Campos Andrade. Em 1873, a fazenda é novamente desmembrada, e um de seus lotes é adquirido por Antonio de Souza Queiroz. Inicia-se a ocupação de parte dessas terras por imigrantes itlianos, sob a liderança de Joaquim Boer. Nesse mesmo período, o fim da Guerra de Secessão nos Estados Unidos e o incentivo dado por Dom Pedro II para atrair mão-de-obra estrangeira especializada no cultivo do algodão - produto cada vez mais valorizado no mercado externo - fomentaria a imigração norte-americana rumo ao interior paulista.
Em 1886, a fazenda é adquirida por Clement Willmot, americano do sul dos Estados Unidos, que instala nela uma fábrica de tecidos de algodão(para a produçao de roupas dos escravos), dando origem à indústria textil da então chamada "Villa Americana". Três anos depois, a tecelagem passa a operar com o nome de Fábrica de Tecidos Carioba ("pano branco", em língua tupi). As dívidas financeiras agravadas após a abolição da escravatura em 1888, no entanto, forçam a fábrica a fechar as portas já em 1896.
Em 1901, a fábrica é vendida ao comendador Franz Müller, imigrante de origem alemã. Müller mantém o nome "Carioba" e reabre a fábrica já no ano seguinte. Muitos trabalhadores europeus são trazidos para trabalhar na tecelagem, especialmente aqueles ligados às áreas têxteis da Alemanha e principalmente da Itália, transformando a indústria no principal pólo de atração de imigrantes da região. A indústria rapidamente prospera e ganha projeção nacional.
Em 1907, Müller adquire a parte remanescente da fazenda. Determina, então, a construção da Usina Hidrelétrica Salto Grande nessas terras, que passa a fornecer energia elétrica para Americana, Cosmópolis e Santa Bárbara d'Oeste.
Com uma produção anual estimada em mais de sete mil metros de tecido e com mais de 500 teares, a Fábrica de Tecidos Carioba se consolida como um dos mais importantes pólos têxteis da América Latina. A Crise de 1929, no entanto, afeta fortemente a indústria, que se vê obrigada a vender a Usina Hidrelétrica Salto Grande à Companhia Paulista de Força e Luz. Em 1934 uma segunda usina de pequeno porte, a "Usina Cariobinha", é construída no Ribeirão Quilombo, para atender às necessidades da indústria têxtil.
Em 1944, a família Müller aceita vender a Fazenda Salto Grande e a Fábrica de Tecidos Carioba ao empresáro José João Abdalla. A tecelagem passa então a integrar o Grupo JJ Abdalla, uma das maiores corporações privadas da história brasileira.
Os novos proprietários tentam expandir a indústria, mas enfrentam muitas dificuldades a partir de então - desde a concorrência de outras tecelagens e a escassez de mão-de-obra (que em função das maiores facilidades se concentrava na zona urbana de Americana) até a mudança de hábito dos consumidores, que se mostram mais propensos a adquirir outros tecidos além do algodão. Pendências jurídicas motivadas por questões trabalhistas também abalaram a saúde financeira da tecelagem. Assim em 1976 a fábrica é fechada permanentemente.
Tombado pelo Condephaat em 1982, o prédio abriga um acervo diversificado, formado por fotografias, mapas, objetos, máquinas e mobiliário, e busca contar um pouco da história da consolidação da cidade, de seu povo e dos períodos históricos que a mesma testemunhou.

## Arquitetura
Construído em taipa de pilão, com estrutura e fundações em madeira de lei, suas paredes têm quase 1 metro de espessura e até 12 metros de pé direito. Em estilo colonial mineiro, é a única construção, junto com a sedes das fazendas Tatu, em Limeira, e Milhã, em Piracicaba, com quase duzentos anos de toda a região.